# Vasîlivka, Velîka Pîsarivka
Vasîlivka (în ucraineană Василівка) este un sat în comuna Vîșcevesele din raionul Velîka Pîsarivka, regiunea Sumî, Ucraina.

## Demografie
Componența lingvistică a localității Vasîlivka
     Ucraineană (89,02%)
     Rusă (8,54%)
     Belarusă (1,63%)
Conform recensământului din 2001, majoritatea populației localității Vasîlivka era vorbitoare de ucraineană (89,02%), existând în minoritate și vorbitori de rusă (8,54%) și belarusă (1,63%).